# جانفرانکو پارولینی
جانفرانکو پارولینی (ایتالیایی: Gianfranco Parolini؛ زادهٔ ۲۰ فوریه ۱۹۲۵ در رم – درگذشته ۲۶ آوریل ۲۰۱۸ در رم) کارگردان، فیلمنامه‌نویس و تهیه‌کنندهٔ اهل ایتالیا بود که به‌ویژه برای ساخت فیلم‌های پپلوم، وسترن اسپاگتی و اکشن در دهه‌های ۱۹۶۰ و ۱۹۷۰ میلادی شناخته می‌شود. وی با استفاده از نام مستعار «فرانک فارمر» (Frank Kramer) در برخی آثارش فعالیت کرد.

## زندگی و فعالیت حرفه‌ای
پارولینی در سال ۱۹۲۵ در رم زاده شد. او فعالیت سینمایی را از دهه ۱۹۵۰ به عنوان دستیار کارگردان آغاز کرد و نخستین فیلم بلند خود با عنوان عقاب سیاه (۱۹۵۶) را در ژانر ماجراجویانه ساخت.

### فیلم‌های پپلوم
در دهه ۱۹۶۰، او به یکی از چهره‌های شاخص ژانر پپلوم (فیلم‌های حماسی با موضوعات اساطیری) تبدیل شد. فیلم سامسون (۱۹۶۱) با بازی برد هریس، موفقیت بین‌المللی را برای او به ارمغان آورد. این اثر الهام‌بخش ساخت سه‌گانه‌ای شامل سامسون و گنج دریایی (۱۹۶۳) و سامسون در برابر پادشاه خون‌آشام (۱۹۶۴) شد.

### وسترن اسپاگتی
پارولینی در اواخر دهه ۱۹۶۰ به ژانر وسترن اسپاگتی روی آورد. شناخته‌شده‌ترین اثر او در این ژانر، سه‌گانه ساباتا شامل فیلم‌های ساباتا (۱۹۶۹)، بازگشت ساباتا (۱۹۷۱) و ساباتا… تو آرام باش! (۱۹۷۲) با بازی ایو مونتان است که ترکیبی از عناصر وسترن و فیلم‌های رزمی را ارائه می‌دهد.

## سبک سینمایی
آثار پارولینی با ویژگی‌هایی چون صحنه‌های اکشن پرتحرک، استفاده از لوکیشن‌های گسترده و پرداخت طنزآمیز به شخصیت‌ها شناخته می‌شوند. منتقدان بر تأثیرپذیری او از سینمای آمریکا و تطبیق آن با سلیقهٔ مخاطبان اروپایی تأکید کرده‌اند.

## فیلم‌شناسی برگزیده
- عقاب سیاه (۱۹۵۶)
- سامسون (۱۹۶۱)
- عهد عتیق (۱۹۶۲)
- هرکول علیه فرزندان خورشید (۱۹۶۴)
- ساباتا (۱۹۶۹)
- پنج مرد جنگی (۱۹۷۰)

## درگذشت
پارولینی در ۲۶ آوریل ۲۰۱۸ در سن ۹۳ سالگی در زادگاهش رم درگذشت. مراسم یادبودی با حضور چهره‌هایی از سینمای ایتالیا در چینه‌چیتا برگزار شد.